# Perognathus alticola
Perognathus alticola es una especie de roedor de la familia Heteromyidae.

## Distribución geográfica
Es  endémica de las  Montañas de San Bernardino y Montañas Tehachapi en el sur de California en los Estados Unidos. 